# Fustiaria langfordi
Fustiaria langfordi is een Scaphopodasoort uit de familie van de Fustiariidae. De wetenschappelijke naam van de soort is voor het eerst geldig gepubliceerd in 1963 door Habe.